# Chorthippus ketmenicus
Chorthippus ketmenicus är en insektsart som beskrevs av Bei-bienko 1949. Chorthippus ketmenicus ingår i släktet Chorthippus och familjen gräshoppor. Inga underarter finns listade i Catalogue of Life.